# Caccia alle anatre
Caccia alle anatre (Porky's Duck Hunt) è un film del 1937 diretto da Tex Avery. È un cortometraggio d'animazione della serie Looney Tunes, prodotto dalla Leon Schlesinger Productions e uscito negli Stati Uniti il 17 aprile 1937, distribuito dalla Warner Bros.
Questo cortometraggio, con protagonista Porky Pig, è noto per essere la prima apparizione del personaggio di Daffy Duck. È da notare anche che questo è il primo cartone animato in cui Mel Blanc doppia sia Porky che Daffy. Originariamente previsto per doppiare l'anatra, Blanc vinse la parte di Porky all'inizio di quell'anno. Joe Dougherty, che era la voce originale di Porky, fu licenziato dopo il cartone animato Porky's Romance perché non riusciva a controllare la sua balbuzie.
Caccia alle anatre fu un cartone animato molto popolare, ben noto per le gag e il debutto di Daffy Duck, e incontrò recensioni molto positive. Solo un anno più tardi, questo cartone animato venne rielaborato da Avery come Caccia all'anatra (Daffy Duck & Egghead). In questo cortometraggio a colori, il ruolo di Porky fu ricoperto da un altro personaggio creato da Avery, Egghead (che si evolse in Taddeo nel 1940 in Elmer fotografo), e Daffy venne chiamato per la prima volta col suo nome.

## Trama
Porky, attrezzato di tutto punto, va a caccia di anatre, ma non prima di aver accidentalmente sparato all'inquilino dell'appartamento di sopra (ed aver ricevuto un pugno da costui). Al lago, Porky è in competizione con gli altri cacciatori, i quali però sono piuttosto imbranati. Il porcellino tira fuori delle anatre finte come esca, e tra loro appare Daffy. Porky cerca quindi per due volte di sparare a Daffy, fallendo. Quando Daffy si alza in volo, Porky riesce finalmente a colpirlo, e ordina al suo cane Rin Tin Tin di portargli l'anatra. A tornare indietro è però Daffy, che getta Rin Tin Tin ai piedi di Porky e poi se ne va facendo una danza folle e urlando.
Mentre pranza sulla sua barca a remi, Porky viene infastidito dalle anatre, e nella fretta di sparare finisce per affondare la barca. Poi Daffy ritorna e Porky cerca di sparargli per altre due volte, fallendo nuovamente. Poi usa un richiamo per anatre, ma gli altri cacciatori lo scambiano per un'anatra vera e gli sparano. Porky schiva i colpi e butta a terra il richiamo, ma esso viene ingoiato da Rin Tin Tin. Il cane starnazza ad ogni singhiozzo e i cacciatori sparano ogni volta, così Porky e Rin Tin Tin devono fuggire dal lago.
Porky e Rin Tin Tin tornano a casa delusi. Il porcellino vede delle anatre alla sua finestra e tenta di colpirle col fucile, senza riuscire a sparare. Pensando che il fucile sia scarico, lo butta a terra, sparando di nuovo accidentalmente all'inquilino dell'appartamento sopra il suo e ricevendo un altro pugno.

## Distribuzione

### Edizione italiana
Il corto fu doppiato in italiano negli anni ottanta dalla Effe Elle Due, con un adattamento poco fedele all'originale. Fu poi ridoppiato nel 1999 dalla Time Out Cin.ca, con dialoghi più fedeli e con Enrico Di Troia come voce di Daffy al posto del consueto Marco Mete. In entrambi i doppiaggi (effettuati per la televisione), non essendo stata registrata una colonna sonora senza dialoghi, nelle scene parlate la musica fu sostituita. La canzone Moonlight Bay, cantata dai pesci ubriachi, rimase quindi in inglese. Dal 1999 viene usato solo il ridoppiaggio sia in TV sia in DVD.

### Edizioni home video
Il cortometraggio è incluso nella VHS Daffy Duck: 3 (con il primo doppiaggio e in versione colorizzata) e nel DVD The Essential Daffy Duck (in Italia distribuito come Daffy Duck nella collana I tuoi amici a cartoni animati!). È reperibile inoltre in alcuni DVD e VHS che includono corti di pubblico dominio.